# Vestvågøy kommun
Vestvågøy kommun (norska: Vestvågøy kommune) är en kommun i Nordland fylke i norra Norge. Den omfattar ett område kring ön Vestvågøya i den mellersta delen av ögruppen Lofoten, där den är den mest folkrika kommunen. Kommunens centralort är staden Leknes. 
Vestvågøy kommun gränsar i väster till Flakstads kommun med ön Flakstadøya, som numera är förbunden med Vestvågøya genom den 1 780 meter långa Nappstraumentunneln under Nappsstraumen. I öster gränsar kommunen till Vågans kommun med ön Gimsøya, till vilken det finns en förbindelse med bro över Gimsøystraumen.
Vid Borg på Vestvågøya har man grävt ut ett vikingatida hövdingasäte. På platsen finns nu ett museum över vikingatiden.

## Administrativ historik
Vestvågøy kommun upprättades den 1 januari 1963 genom en sammanslagning av de fyra tidigare kommunerna på ön: Borge, Buksnes, Hol och Valberg. Kommunen hade 12 288 invånare vid upprättandet.

## Kultur
Lofotr Vikingmuseum är vikingmuseet i Borg, som består av en rekonstruktion i full skala med unika utställda föremål. På platsen hittades spår av det största hus från vikingatiden som är känt, 80 meter långt. 
Sedan 2018 finns kulturgården The Place i Kvalnes, vilken drivs av Maasretta Jaukkuri Foundation

## Tätorter
I Vestvågøy kommun finns fyra tätorter:
- Ballstad, med Ballstad Slip, världens största utomhusmålning
- Gravdal, med Lofotens centralsjukhus
- Leknes, kommunens centralort
- Stamsund, kommunens angöringshamn för Hurtigruten

## Socknar
Inom Norska kyrkan är Vestvågøy kommun indelad i fem socknar:
- Borge socken
- Buksnes socken
- Hols socken
- Stamsunds socken
- Valbergs socken

Socknarna ingår i Lofotens prosteri i Sør-Hålogalands stift.

## Bilder

Vestvagøy kommun
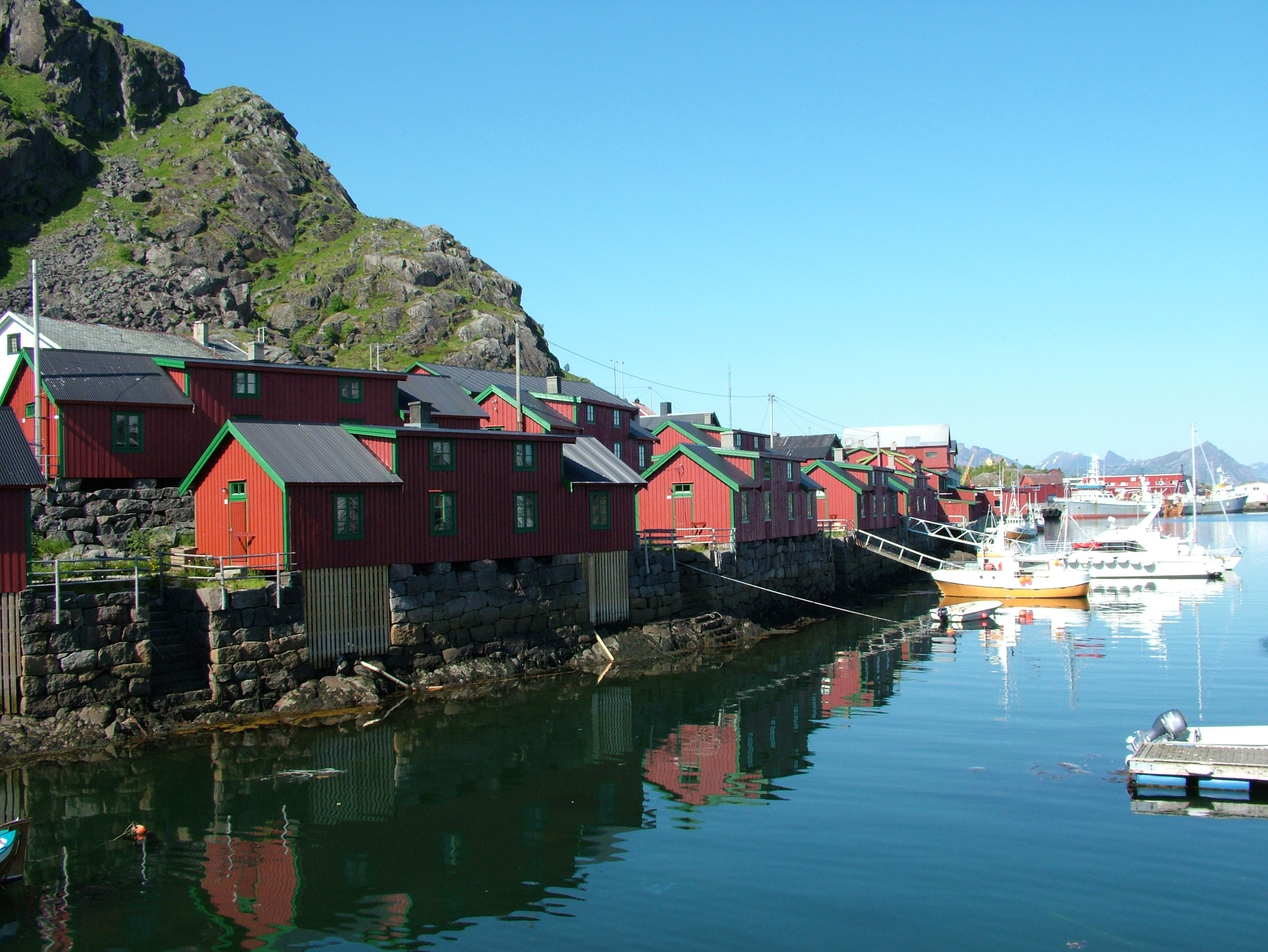
Stamsund.
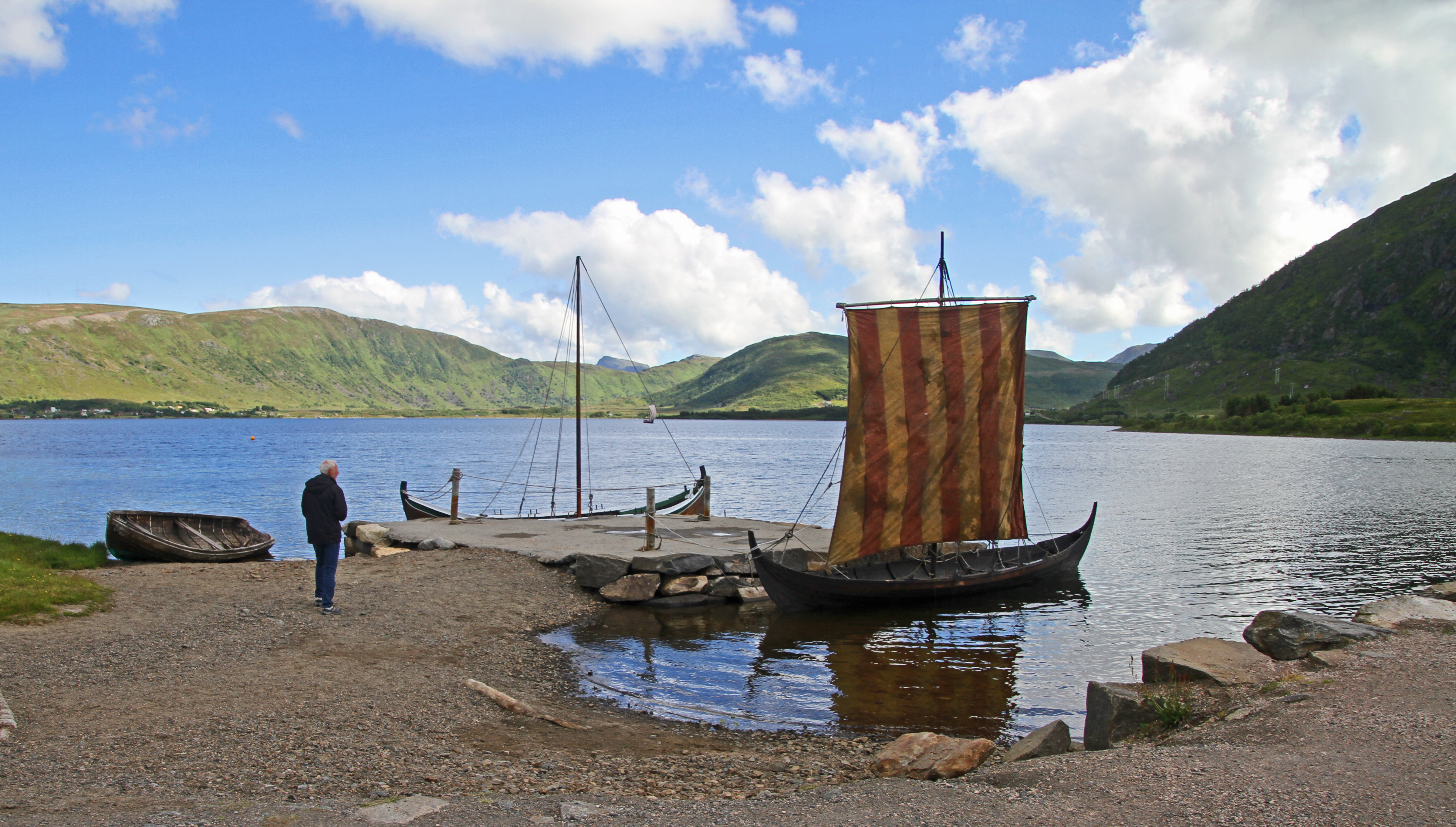
Lofotr Vikingmuseum.
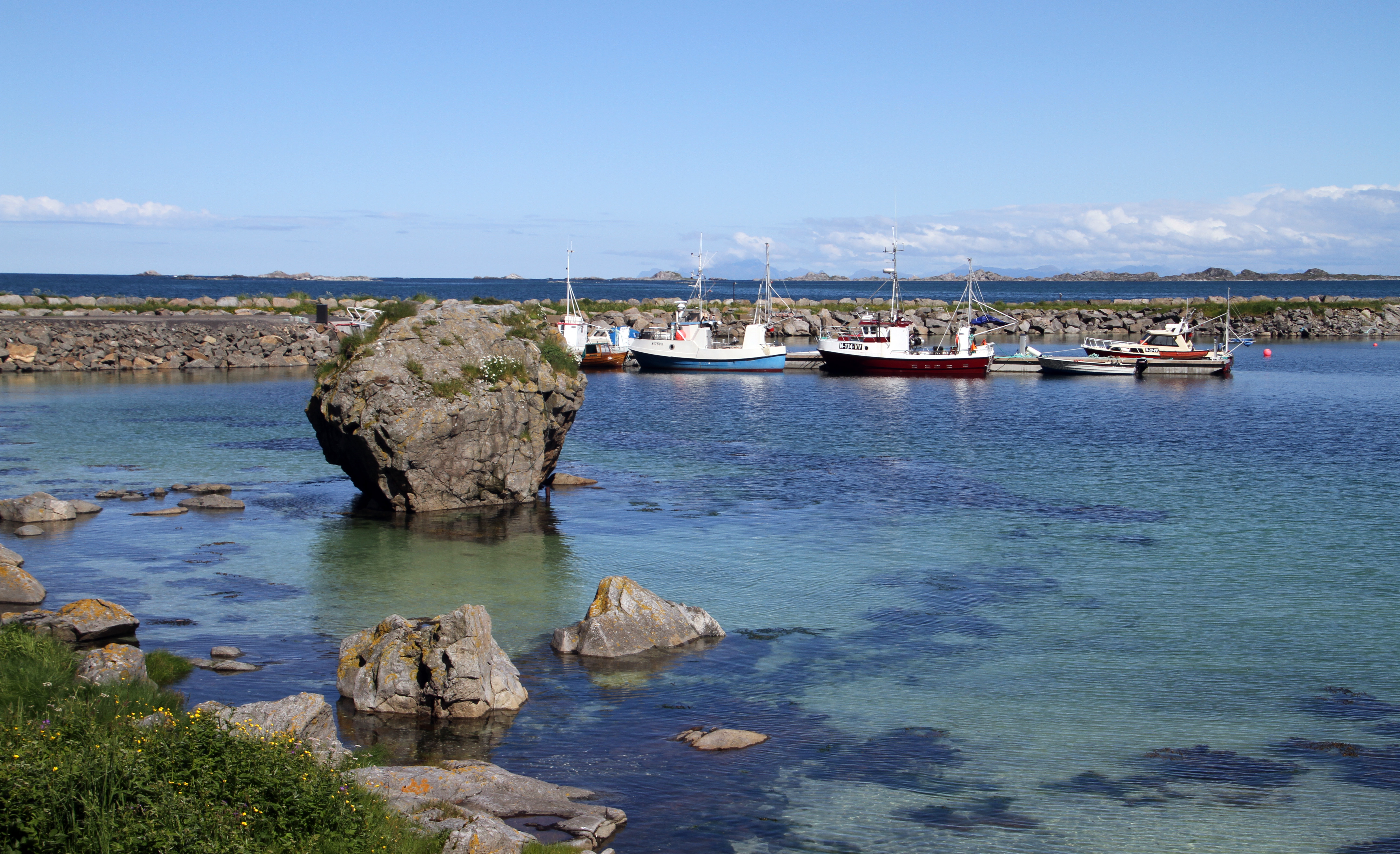
Eggum.
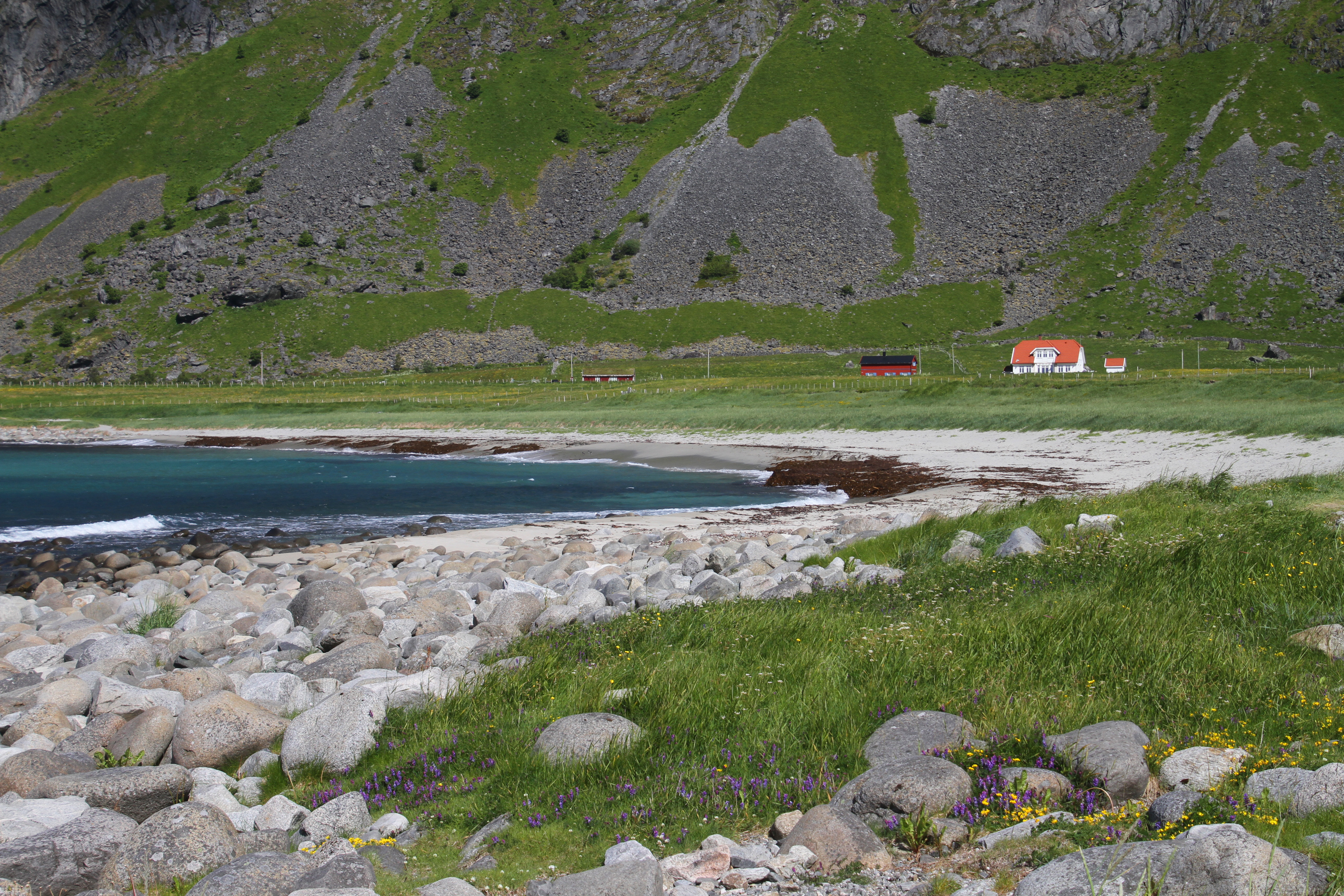
Unstad.
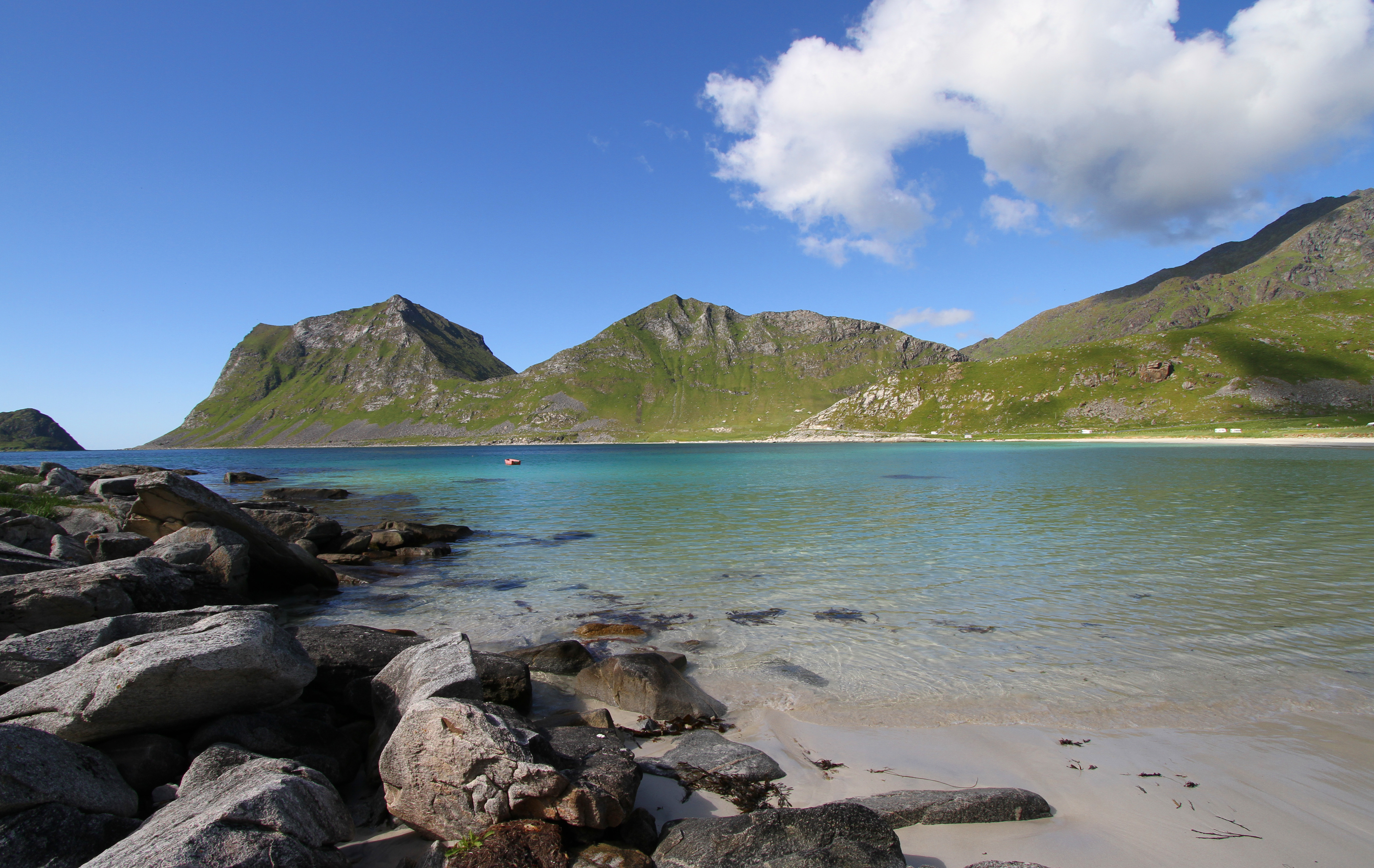
Haukland.
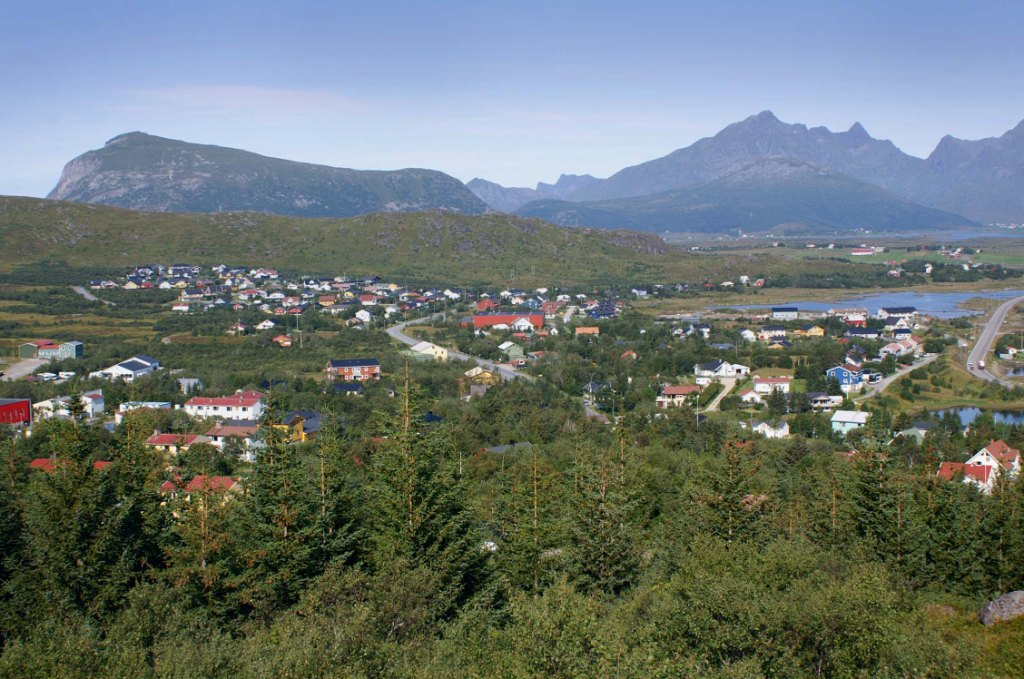
Gravdal.
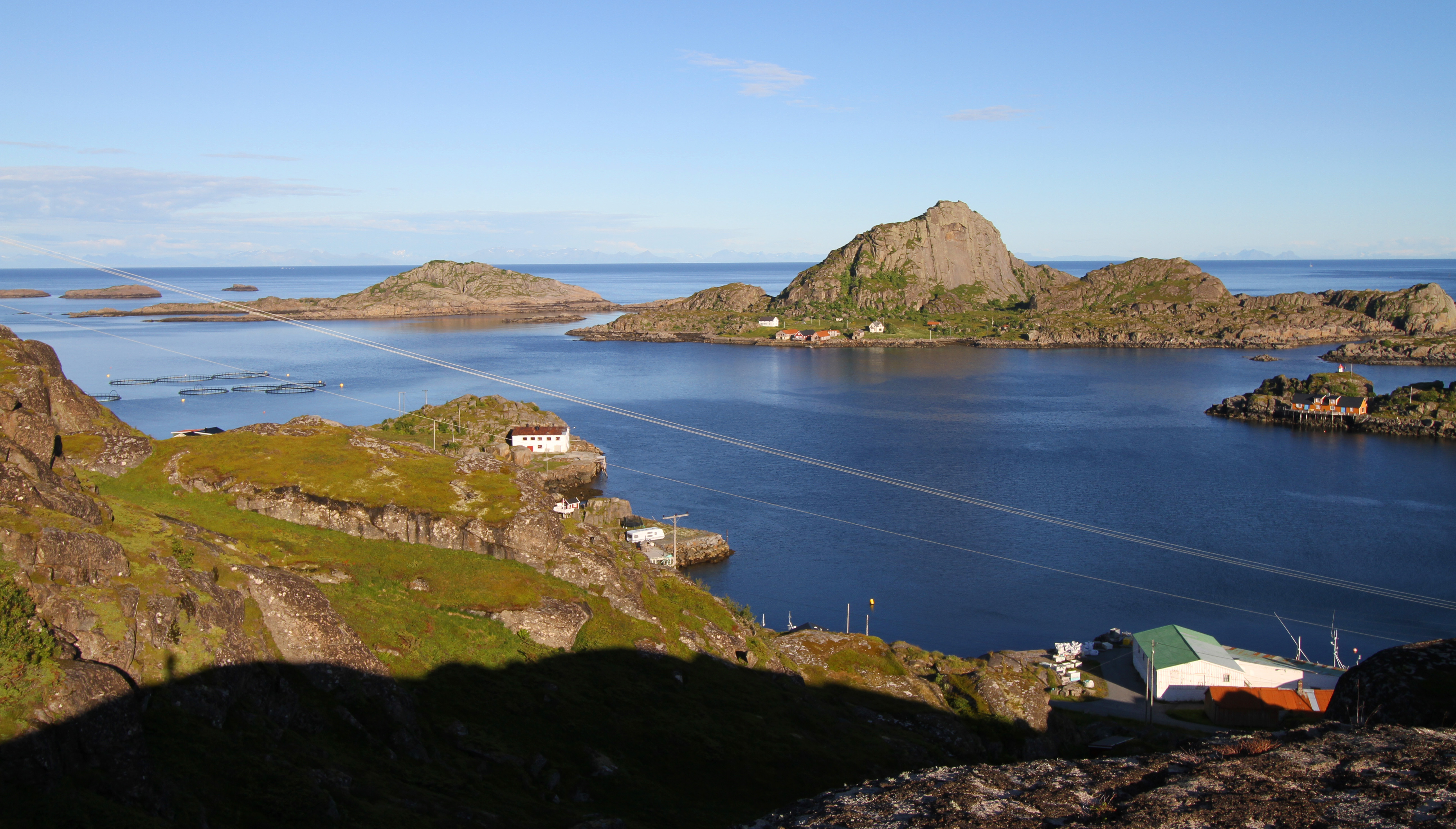
Mortsund.
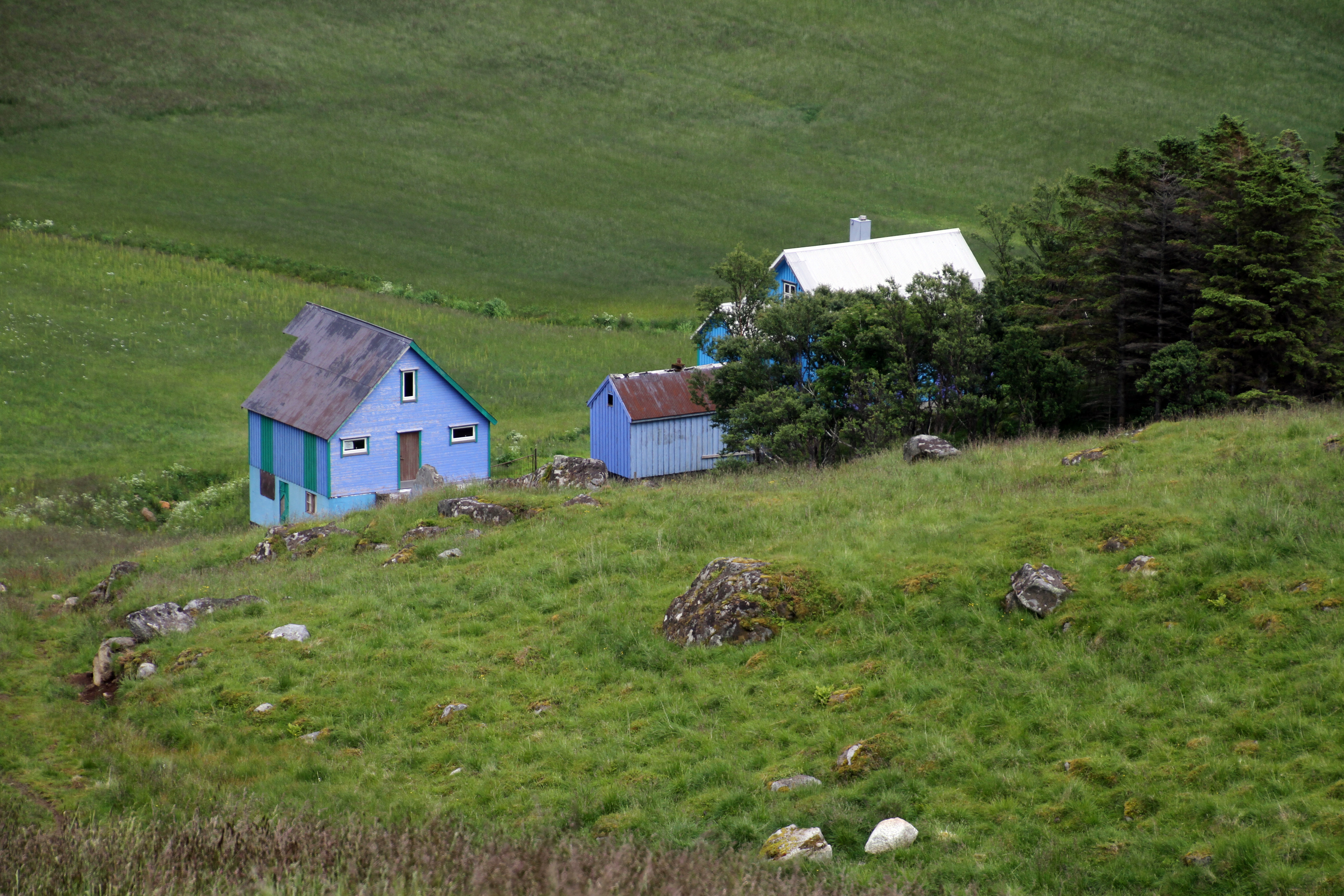
Sennesvika.
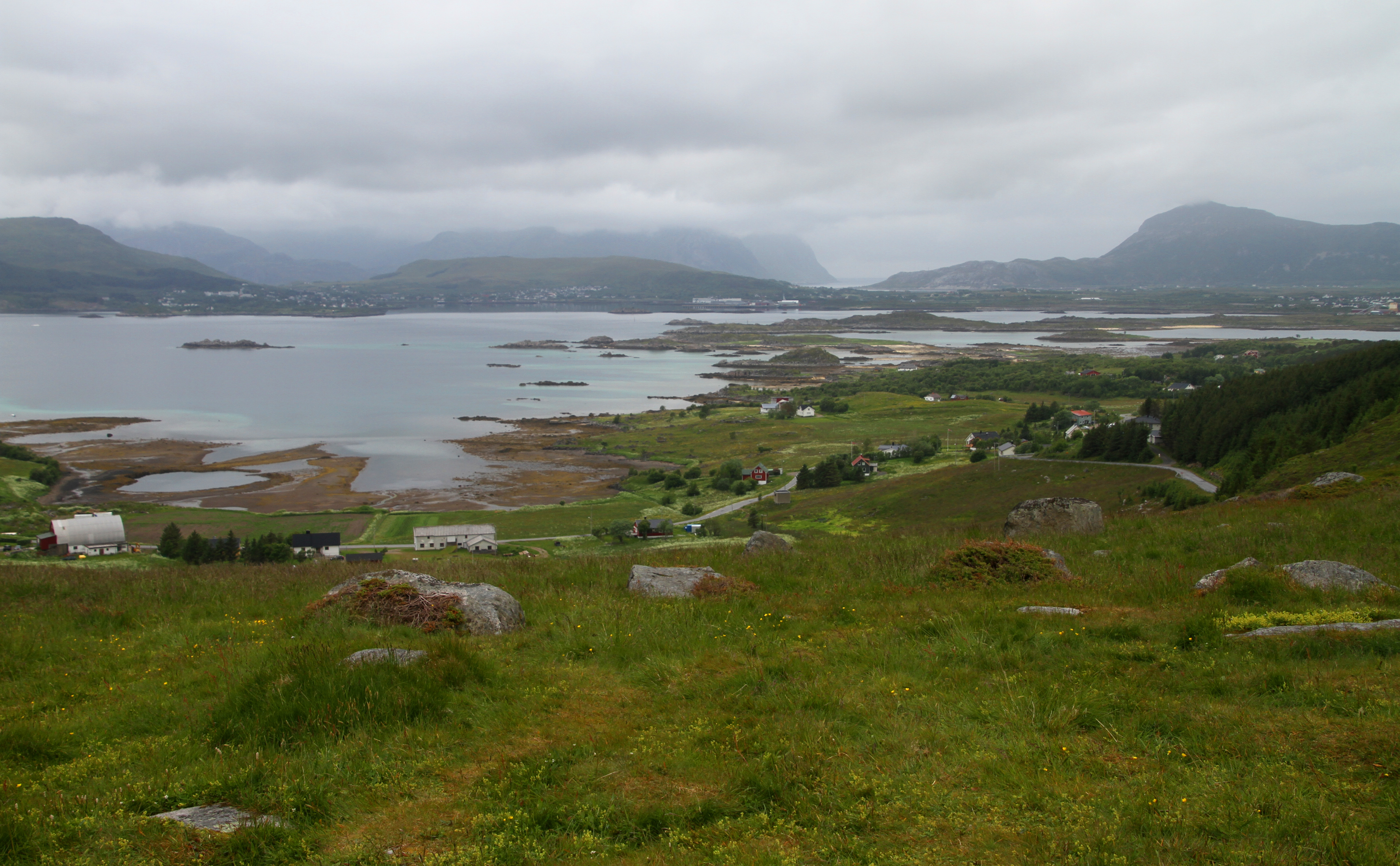
Ramsvika.
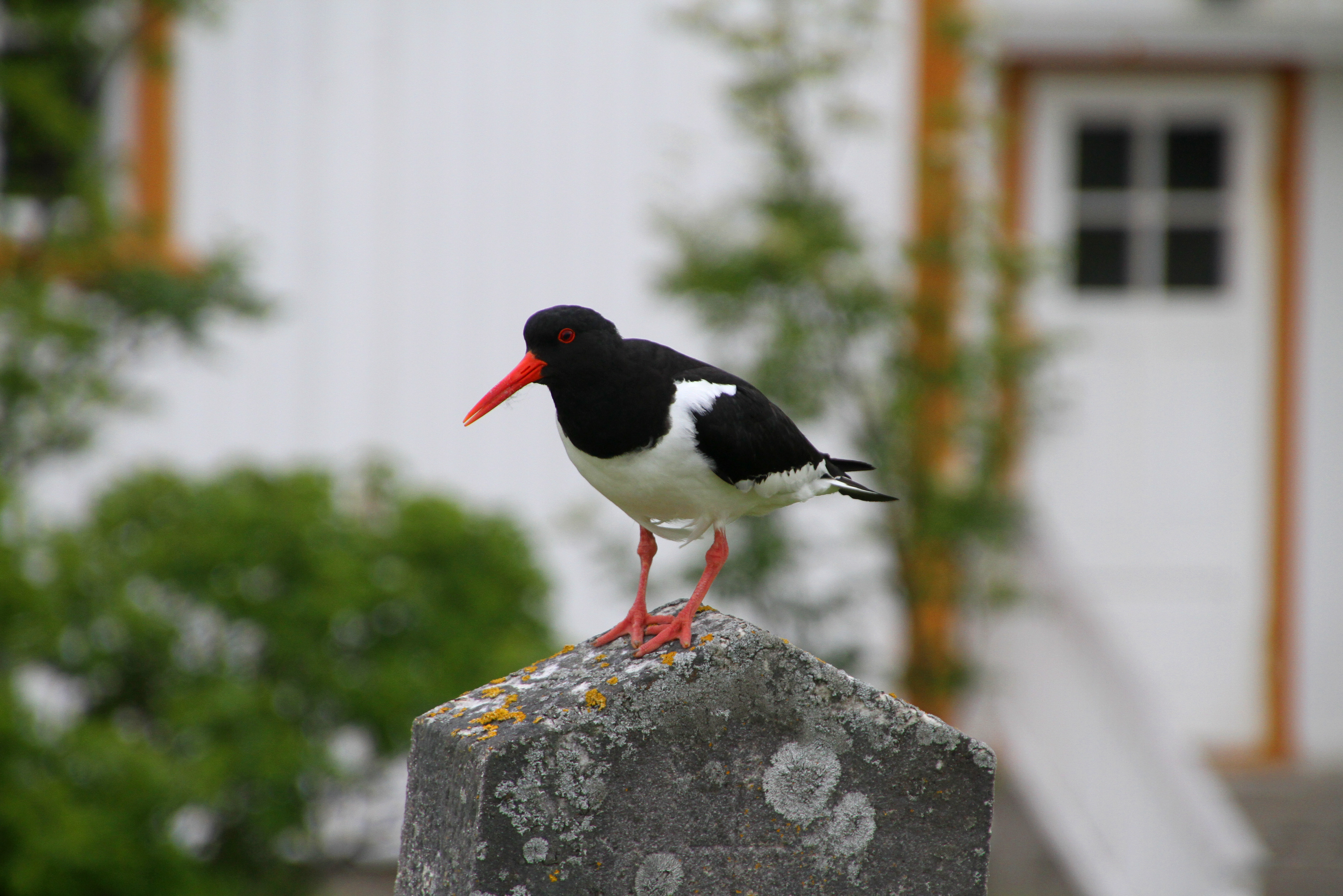
Valberg.